# ゲオルギー・チチェーリン
ゲオルギー・ワシリエヴィチ・チチェーリン（チチェリン、ロシア語: Георгий Василийевич Чичерин, Georgii Vasil'evich Chicherin: 、1872年11月24日 - 1936年7月7日）は、ソビエト連邦の政治家、外交官。1918年から1930年まで外務人民委員（外務大臣）を務めた。

## 生涯
ロシア帝国タンボフ県の貴族の家に生まれる。父ワシリー・チチェーリンは、外交官。母も外交官の娘である。歴史学者、法学、政治学者のボリス・チチェーリンは叔父に当たる。少年時代からロシアの抱える矛盾に目覚め、ニーチェ、ショーペンハウエル、カント、ドストエフスキーなどの著作を読みふけった。ギムナジウムでは、後に詩人となるミハイル・クズミンと親交を結んだ。サンクトペテルブルク大学歴史・哲学部を卒業後、1898年ロシア帝国外務省公文書館に勤務する。同所勤務での事績には『ロシア外務省史』の編纂に携わったことがあげられる。しかし、帝国の外交官でありながら、次第に革命運動に共感するようになり、健康上の理由を名目に出国する。
ドイツのベルリンやボンで最初にドイツ社会民主党（SPD）に接触、次いでロシア社会民主労働党のボリシェヴィキ、メンシェヴィキ両派に接触した。1907年チチェーリンは、メンシェヴィキに参加し、ドイツの他、イギリス、フランスで活動する。チチェーリンは、この時点では、レーニン率いるボリシェヴィキには、同派の急進的、過激な党組織論、戦術論に対して反対の立場に立っていた。1908年にベルリンで逮捕され、ドイツを追放される。また、ロシア外務省も免官となった。
チチェーリンはパリに移り、フランス社会党で活動を再開する。1914年第一次世界大戦が勃発すると、トロツキーを支持し、「祖国防衛派」から、「国際主義」に転向、メンシェヴィキ流の穏健主義から転換する。1917年ロシア革命（二月革命）の時にはイギリスにいて、反戦運動に取り組むが、イギリス当局に逮捕・拘束される。しかし、十月革命によってレーニンを首班とするソビエト政権が樹立。外務人民委員（外相）に就任したトロツキーは、英国政府に対し、チチェーリンとマクシム・リトヴィノフの釈放を要求し、1918年1月にイギリスの駐露大使ジョージ・ブキャナン及びブルース・ロックハートと交換の形で釈放され、帰国する。
帰国したチチェーリンは、ロシア共産党（ボリシェヴィキ）に入党し、直ちにブレスト＝リトフスク条約調印に派遣される。ブレスト＝リトフスクでは、レーニンの指令に従って、「条文を読まずに」早期に講和条約に調印した。5月トロツキーの後任として、外務人民委員となる。外相就任当初の最大の課題は、シベリア出兵問題であったが、極東共和国を緩衝国家として日ソの衝突を避ける方策を採った。内戦終了後のソ連は、近隣諸国との関係改善を演出する一方で世界各地に革命を輸出するという二元政策を採ったが、チチェーリンは、外相として外交的な難局に直面する。1922年に開催されたジェノア会議では、ソ連全権として出席し、レーニンの指令を忠実に実現した。日本との関係では、この時の日本全権の石井菊次郎外相との間で激しい論戦を繰り広げたエピソードが残っている（石井は、チチェーリンとの「一騎討ち」を自らの外交官生活で最も痛快事と回想している）。ジェノバ会議では、外交手腕が列強首脳からも評価され、特にイギリスの首相ロイド・ジョージは、チチェーリンを激賞している。さらに、ジェノバ会議中に、チチェーリンはドイツ外相ヴァルター・ラーテナウとの間に秘密交渉を展開し、ラパロ条約を電撃的に締結し、世界中を驚愕させた。こうして、チチェーリンは、ドイツ及びアジア諸国と緊密な関係を構築することに成功し、その関係を基礎としてヴェルサイユ体制に対しては、批判的な外交政策を遂行していった。1925年ソ連共産党中央委員に選出される。
1930年7月に健康上の理由で、外相を解任され、後任の外相には外務次官のマクシム・リトヴィノフが就任した。なお、チチェーリンは、1921年に『プラウダ』紙上で、スターリンが担当していた民族問題政策を批判し、1927年には、スターリンに外交政策を批判する書簡を送って自らを外相から解任するように申し出ている。また、元来が、トロツキーと親しい関係にあり、トロツキーの失脚・亡命とともに立場が弱体化していったと観測される。1928年ドイツへ転地療養を名目に出国。1930年の外相解任後、特別年金生活者となる。
チチェーリンは個人生活では、生涯独身を保った。声は低くさびのある声であったと言われ、また、昼間寝て、夜遅くまで執務していたという証言もある。モーツァルトのファンで、モーツァルトに関しての著作がある。